# Terminal Choice
Terminal Choice is een Duitse rock- en elektroband, die in 1993 in Berlijn werd opgericht.

## Geschiedenis
Terminal Choice ontstond als eenmansproject van Chris Pohl, die in 1998 ook de band Blutengel stichtte en de eigenaar van het platenlabel Fear Section is. Samen met Jens Gärtner maakte hij donkere industrial-muziek. Met het nummer Totes Fleisch oogstten ze in 1995 succes in de gothic-scène. Vanaf 1997 evolueerde de stijl van de groep naar sterker gitaargerichte muziek, met Manuel Selling die tussen 1997 en 2000 de gitarist was. Na het vertrek van Selling kwam Gordon Mocznay als nieuwe gitarist en bassist bij de band. Een extra gitaar werd in 2001 door Louis Manke geleverd.
Terwijl Blutengel geleidelijk aan steeds meer de richting van gothic opging, is Terminal Choice mettertijd vooral harde gitaarmuziek beginnen te maken, die tegen metal aanleunt en weleens als voorloper van Rammstein beschouwd wordt. De band maakt ongeveer evenveel nummers in het Duits als in het Engels. Uit Terminal Choice ontstane nevenprojecten zijn de groepen Staubkind van Louis Manke en Mordorn van Gordon Mocznay.

## Discografie

### Albums
- 1993 - A terminal choice (democassette)
- 1994 - Nightmare (democassette)
- 1994 - Facets of pain (democassette)
- 1994 - Degenerated inclinations (democassette)
- 1994 - Demonstrate the power (democassette)
- 1994 - In equal shares
- 1995 - Desiderius
- 1995 - Totes Fleisch
- 1996 - In the shadow of death
- 1997 - Khaosgott (ep)
- 1997 - Totes Fleisch Remixes
- 1998 - Navigator
- 1999 - Venus (ep)
- 1999 - Black Past
- 2000 - No Chance
- 2000 - Fading
- 2000 - Ominous Future
- 2000 - Animal
- 2000 - In the shadow of death Rerelease
- 2000 - Khaosgott Rerelease
- 2002 - Collective Suicide (ep)
- 2003 - Buried a-live
- 2003 - Injustice (beperkt tot 1000 exemplaren)
- 2003 - Menschenbrecher (beperkt tot 1500 exemplaren, met bonus-cd)
- 2003 - Reloaded (beperkt tot 3000 exemplaren, met bonus-cd)
- 2006 - New Born Enemies
- 2010 - Übermacht

### Singles
- 1995 - Totes Fleisch
- 1997 - Totes Fleisch Remixes
- 2000 - No Chance
- 2000 - Fading
- 2000 - Animal
- 2003 - Injustice
- 2006 - Don't go